# American River
American River är en ort i Australien. Den ligger i kommunen Kangaroo Island och delstaten South Australia, omkring 120 kilometer sydväst om delstatshuvudstaden Adelaide. Antalet invånare är 229. Den ligger på ön Kangaroo Island.
Trakten runt American River är nära nog obefolkad, med mindre än två invånare per kvadratkilometer.. Närmaste större samhälle är Kingscote, omkring 18 kilometer nordväst om American River. 
I omgivningarna runt American River växer huvudsakligen savannskog. Genomsnittlig årsnederbörd är 753 millimeter. Den regnigaste månaden är juni, med i genomsnitt 143 mm nederbörd, och den torraste är januari, med 21 mm nederbörd.